# Konkani (sprog)
 For alternative betydninger, se Konkani. (Se også artikler, som begynder med Konkani)
Konkani er et indoarisk sprog, der tales af den indiske etniske gruppe konkani-folket.
Konkani tales i Konkani-regionen, der består af Goa, det sydlige kystområde i Maharashtra og kystområdet i Karnataka. Sproget skrives både med devanagari og det latinske alfabet.
Konkani har været i fare for at uddø. Den kraftige vesterlandske påvirking af Indien har resulteret i, at engelsk (samt portugisisk i Goa) er blevet udbredt blandt katolikker, mens hindu-nationalisme har ført til, at marathi er blevet udbredt blandt konkani-hinduer. Denne tendens blev standset i 1985 af en stærk konkani-bevægelse i Goa som har haft bred støtte fra begge religiøse grupper. Konkani er nu udbredt i Goa og er delstatens officielle sprog.